# Cataglyphis piliger
Cataglyphis piliger är en myrart som beskrevs av Arnol'di 1964. Cataglyphis piliger ingår i släktet Cataglyphis och familjen myror. Inga underarter finns listade.